# Caém
Caém is een gemeente in de Braziliaanse deelstaat Bahia. De gemeente telt 10.187 inwoners (schatting 2009).